# Károly Ács (cel bătrân)
Károly Ács (cel bătrân) (n. 14 iulie 1824, Kisbankháza-d.1 martie 1894, Budapesta) a fost un scriitor, poet și traducător maghiar.